# Gatniki
Gatniki – wieś sołecka w Polsce położona w województwie świętokrzyskim, w powiecie koneckim, w gminie Końskie.
W latach 1975–1998 miejscowość administracyjnie należała do województwa kieleckiego.
| SIMC    | Nazwa           | Rodzaj    |
| ------- | --------------- | --------- |
| 0243620 | Gatniki-Gajówka | część wsi |

Wierni kościoła rzymskokatolickiego należą do parafii św. Rafała Kalinowskiego w Dziebałtowie.